# 황인혁 (자전거 경기 선수)
황인혁(1988년 1월 20일~)은 대한민국의 자전거 경기 선수이다.
2006년 도하 아시안 게임 사이클 남자 4km 단체 추발에서 금메달, 개인 추발에서 동메달을 획득하고, 2010년 광저우 아시안 게임 사이클 남자 4km 단체 추발에서 금메달을 획득하였다.